# 卡利尼夫卡 (普里阿佐夫西克區)
46°54′56″N 35°47′49″E / 46.91556°N 35.79694°E
卡利尼夫卡（烏克蘭語：Калинівка）是位於烏克蘭東南部的村莊，由扎波羅熱州梅利托波爾區的新瓦西利夫卡市鎮負責管轄。該村始建於1930年，面積0.42平方公里，海拔高度73米，2001年人口79。